# Jon Pertwee
Jon Pertwee, teljes nevén John Devon Roland Pertwee (Chelsea, London, Egyesült Királyság, 1919. július 7. – Sherman, Connecticut, USA, 1996. május 20.)
 brit (angol) színpadi és filmszínész, humorista, kabarészínész, rádiós és televíziós szórakoztató showman. Ismertebb filmszerepe közé tartozik a The Navy Lark rádiós szappanopera, a harmadik Doktor alakítása a korai Ki vagy, doki? sorozatokban, a Folytassa-sorozat filmjei és a Worzel Gummidge fantasy-filmvígjáték és tévésorozat.

## Élete

### Származása, pályakezdése
Színészcsaládban született, London Chelsea kerületében. Ősei francia hugenották voltak, a Pertwee családnevet a francia Perthuis-ből [ejtsd: pertüi] származtatta. Édesapja, Roland Pertwee (1885–1963) színész és forgatókönyvíró, édesanyja Avice Scholtz (†1951) volt. Szülei 1911-ben házasodtak össze. Két fiuk született, Michael (1916–1991), aki később szintén színész és forgatókönyvíró lett és öccse, John (Jon). Kiterjedt rokonságukban számos további színész, drámaíró és forgatókönyvíró akadt, köztük Jon apai unokafivére, Bill Pertwee színész (1926–2013); és anyai unokafivére, St. John Legh Clowes (1907–1951) dél-afrikai angol író-színigazgató.
1921-ben anyjuk elhagyta férjét, mindketten újra házasodtak. Jon többször váltott iskolát, viselkedési problémái miatt. Tanulmányai végeztével felvételt nyert a londoni Royal Academy of Dramatic Art (RADA) színiakadémiára, de innen is kidobták, fegyelmi problémák miatt.
Először cirkuszban dolgozott, mint motorkerékpáros kaszkadőr, aztán 18 évesen színésznek szegődött a BBC Rádióhoz (1937). Apró, névtelen filmszerepeket is kapott. A második világháborúban a Királyi Haditengerészetnél, a HMS Hood fedélzetén szolgált. Röviddel a csatacirkáló utolsó útja előtt elvezényelték tiszti továbbképzésre. Ez mentette meg az életét, mert 1941. május 24-én a Grönlandi-szorosban a Bismarck-kal vívott tűzpárbajban a Hood felrobbant és elsüllyedt, teljes személyzetéből csak hárman maradtak életben). A háború későbbi éveiben a Brit Haditengerészeti Felderítő szolgálatnál (Naval Intelligence Service) dolgozott. Itteni kollégája volt többek között Ian Fleming is.

### Színészi pályája
A háború után színházi pályáját a Glasgow Empire Theatre színpadán kezdte, Max Wall és Jimmy James mellett. Angol nyelvterületen hatalmas ismertséget és népszerűséget szerzett a BBC The Navy Lark című rádiós vígjátéksorozatában, ahol 18 éven át szerepelt (1959–1977), négy különböző szerepben. Sikerrel szerepelt a rádiós sorozatot bevezető, azonos című 1959-es mozifilmben is. Hasonlított Danny Kaye színész-komikushoz, az 1949-es Murder at the Windmill c. krimiben őt személyesítette meg.
Filmszínészként számos vígjátéki szerepet alakított. Az 1960-as években szerepelt Gerald Thomas Folytassa-sorozatának három filmjében, majd több, mint két évtizednyi szünet után egy kisebb mellékszerepben megjelent a már hanyatló sorozat legutolsó, 1992-es darabjában, a Folytassa, Kolumbusz!ban is.
1970–1974 között ő alakította a Doktort – William Hartnell és Patrick Troughton után harmadikként – a Ki vagy, doki? fantasztikus kalandfilmsorozat 128 epizódjában, tőle 1974-ben Tom Baker vette át a szerepet. Pertwee vendégszereplőként megjelent egy későbbi Doktor-epizódban, az 1983-as Öt doktor-ban, és 1993-ban a Dimensions in Time c. crossover rövidfilmben. A következő évtizedekben, egészen haláláig, rendszeresen részt vett a Doktor-sorozattal összefüggő show-műsorokban, marketing-rendezvényeken és rajongói eseményeken. Saját egyszemélyes televíziós show-műsort is vitt, Who Is Jon Pertwee? címmel.
Az 1980-as években egy másik nagy sikerű sorozat-főszerepet is kapott, a Southern Television társaság és az ITV által készített Worzel Gummidge című televíziós fantasy-sorozatban, ahol 1979–1981 között 31 epizódban, majd 1987–1989 között újabb 22 epizódban játszotta a címszereplőt, az újra és újra életre kelő és kalandokba keveredő madárijesztőt.
1997-ben, már Pertwee halála után a BBC Multimedia kiadta a Doctor Who: Destiny of the Doctors című videójátékot, amelyben Pertwee, a „harmadik Doktor” archív felvételeken jelenik meg.

### Magánélete
Első házasságát 1955-ben kötötte, Jean Marsh (1934) angol írónő-színésznővel. Gyermekük nem született, 1960-ban elváltak. Ugyanebben az évben feleségül vette Ingeborg Rhoesát (1935), aki Pertwee haláláig vele maradt. Két közös gyermekük született, 1961-ben egy leány, Dariel és 1964-ben egy fiú, Sean, később mindketten színészmesterségre adták a fejüket.

### Elhunyta
Jon Pertwee még 76 éves korában is rendszeresen utazott a világban, a Ki vagy, doki? rajongói rendezvényekre. 1996. május 20-án is egy ilyen esemény helyszínén tartózkodott az Egyesült Államokban, a Connecticut-beli Sherman városában, amikor halálos szívroham érte.

## Főbb filmszerepei
- 1938: Oxfordi diák (A Yank at Oxford), névtelen mellékszerep
- 1949: Murder at the Windmill, nyomozó őrmester (Jon Pertwer néven)
- 1953: Bajba jutott gentleman (Will Any Gentleman…?), Charley Sterling
- 1958: Ivanhoe, tévésorozat, Peter, a házaló
- 1959: The Ugly Duckling, Victor
- 1961: Majdnem baleset (Nearly a Nasty Accident), Birkinshaw tábornok
- 1964: Folytassa, Kleo! (Carry On Cleo), egyiptomi látnok
- 1965: Folytassa, cowboy! (Carry On Cowboy), Albert Earp seriff
- 1966: Folytassa sikoltozva! (Carry On Screaming!), Doktor Fettle
- 1966: Ez mind megtörtént útban a Fórum felé (A Funny Thing Happened on the Way to the Forum), Crassus
- 1967: Bosszúállók (The Avengers), tévésorozat, Whitehead dandártábornok
- 1971: A vértől csöpögő ház (The House That Dripped Blood), Paul
- 1975: Ellopták a dinoszauruszt (One of Our Dinosaurs Is Missing), ezredes
- 1966–1977: Jackanory, tévésorozat, a mesemondó
- 1977: Adventures of a Private Eye, Judd Blake
- 1978: Vízimese (The Water Babies), Lazac / Jock, a homár / Óriáspolip (hangok)
- 1979–1981: Worzel Gummidge, tévésorozat, Worzel Gummidge
- 1970–1983: Ki vagy, doki? (Doctor Who), tévésorozat, a Doktor (Dr. Who)
- 1983: Dr. Who: The Five Doctors, tévéfilm, a Doktor (Dr. Who)
- 1985: The Little Green Man, gyermek-tévésorozat, narrátor
- 1987–1989: Worzel Gummidge: Down Under, tévésorozat, Worzel Gummidge
- 1992: Folytassa, Kolumbusz! (Carry On Columbus), Costa Brava hercege
- 1993: Doctor Who: Dimensions in Time, tévés-rövidfilm, a Doktor (Dr. Who)
- 1995: Az ifjú Indiana Jones kalandjai (The Young Indiana Jones Chronicles), tévésorozat, A sólymok támadása epizód, von Kramer tábornok
- 2018: Doctor Who: Devious, tévésorozat, archív, a harmadik Doktor